# Amstrad PCW 8256

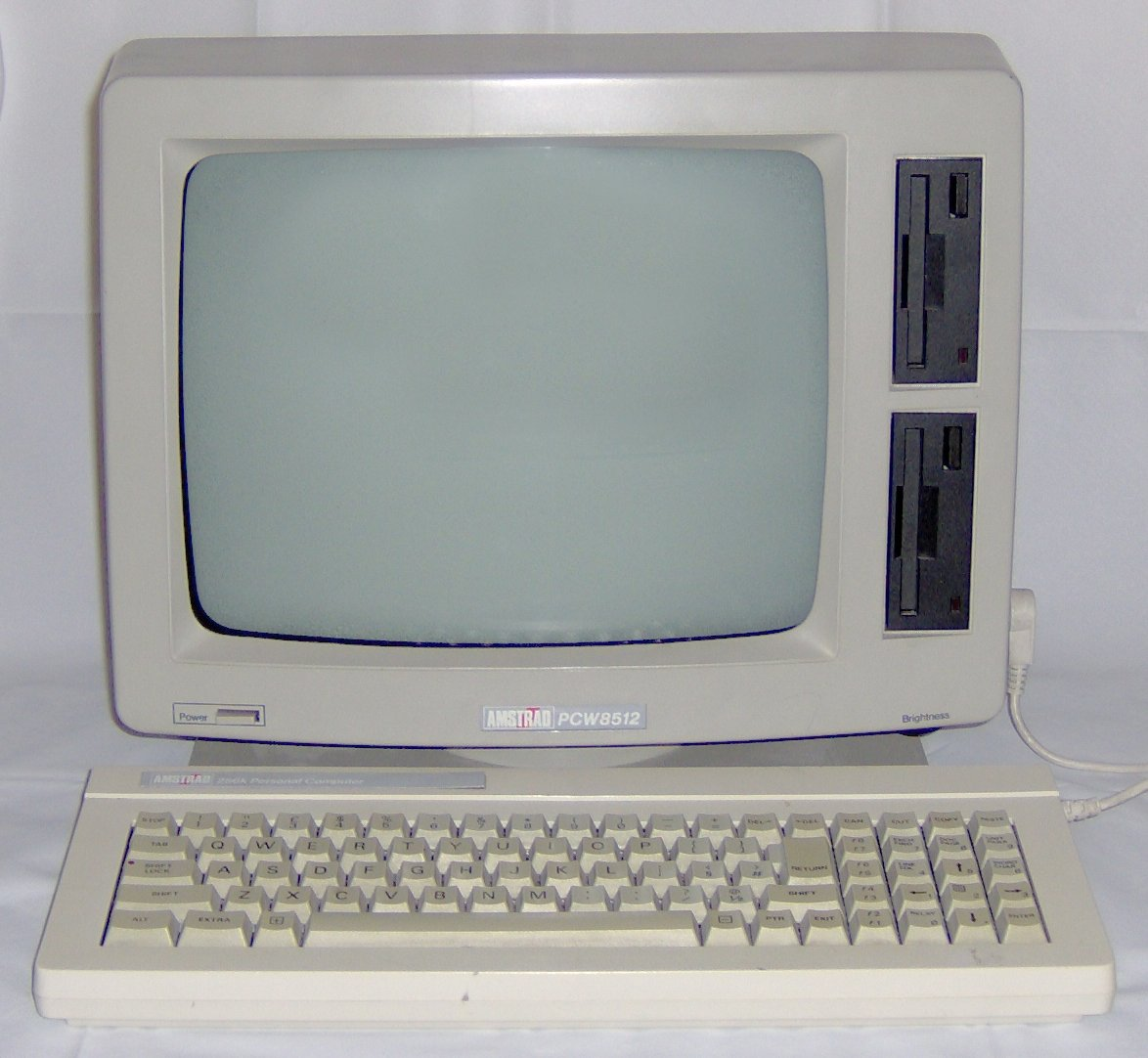
Amstrad PCW 8512.

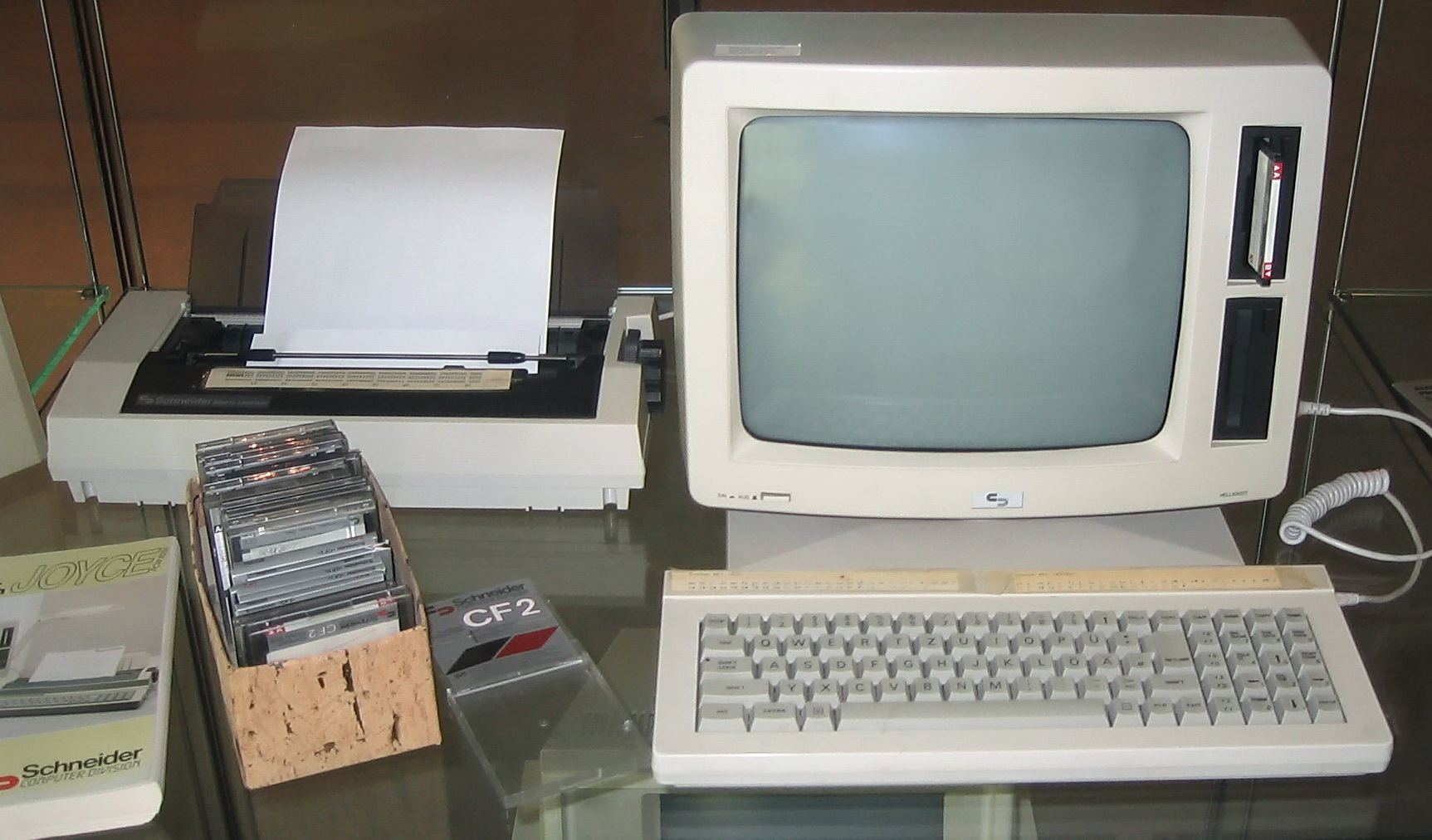
Schneider Joyce.

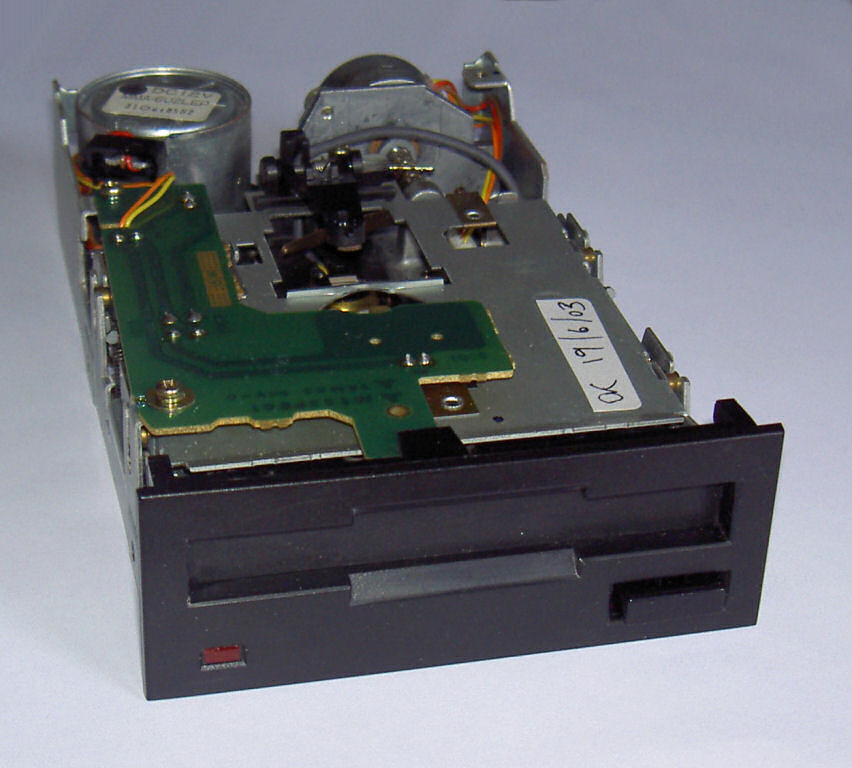
Unidad de disco de 3 pulgadas usado en los Amstrad PCW.

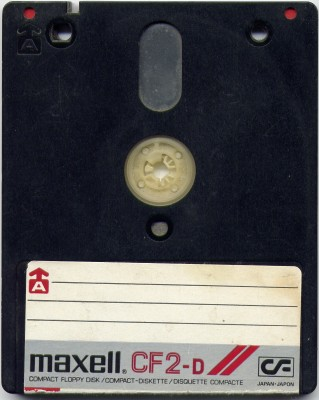
Disco de 3 pulgadas usado en los Amstrad PCW.

Los Amstrad PCW 8256 / Schneider Joyce y Amstrad PCW 8512 / Schneider Joyce Plus fueron la primera generación de la serie de ordenadores Amstrad PCW orientados a eliminar la máquina de escribir y los caros procesadores de texto propietarios del mercado. Ambos se lanzan en 1985, y no tienen más diferencia que los chips de memoria RAM fijados en zócalos y una segunda unidad de disco de serie en los 8512
El Amstrad PCW se lanza para copar el mercado del pequeño negocio por el camino de ofrecer ordenador con impresora y procesador de textos a un precio menor que una máquina de escribir. Hay que tener en cuenta que en ese momento en Inglaterra un sistema de tratamiento de textos (Wang, Xerox, IBM, Olivetti...) costaba unas 10 000 libras esterlinas, a lo que había que sumar la formación. Amstrad ofrece un equipo por 399 Libras, que además tiene una impresora de calidad, almacena los ficheros tratados más frecuentemente en memoria (M: su ramdisk), con lo que se cargan al instante y su buffer permite seguir trabajando en otro documento mientras se imprime el primero (algo impensable entonces). Tiene una gran aceptación pese a la insistencia de los discos de 3 pulgadas (cuando ya comenzaba a imponerse el 3,5 pulgadas / 720 KiB como estándar de mercado), pues Amsoft se vuelca en convertir aplicaciones CP/M a ese formato, hasta el punto de que es más fácil encontrar Dbase II en 3 pulgadas que en el nativo 5,25. Incluso Microsoft lanza todos sus compiladores CP/M en ese formato. Esto hace que desborde su mercado objetivo, llegando a desarrollarse programas de TPV (una tienda de modas de Madrid que usó un PCW durante años, para acabar sustituyéndolo por un iMac como TPV). Pero LocoScript es en casi un 50% el responsable de su éxito : en 170 KB (una cara de un disco de 3) se mete un procesador de textos avanzado con soporte multilenguaje y sus funciones soportadas por el teclado con teclas especiales (solo hay que recordar el número de disquetes de Wordstar o Word Perfect en ese momento). 
Se opta por un Zilog Z80 porque es 10 veces más económico que un Intel 80286, es bien conocido, y al no estar sujeto a estándares se puede hacer un diseño compacto (la placa del PCW 8256 tiene 17 chips, de los que 8 son de memoria), concentrando en la ULA las funciones de numerosos chips, y pudiendo centralizar en la placa las funciones de control de la impresora (no olvidemos que en toda impresora hay un procesador encargado de leer las instrucciones que llegan del puerto serie/paralelo/red/USB; muchas Láser usan procesadores RISC), con el ahorro adicional que supone. Y el poder disponer de 90 x 32 en lugar del habitual 80 x 25 compensa el abandono de la idea inicial de un monitor con formato A4 (vertical). Esto acaba dando un equipo compacto que cabe completo en el monitor con solo 2 placas de circuito, el tubo de imagen y la unidad de disco 
Debido al precio del disco, no tardan en aparecer kits para conectar unidades de 5,25 (externas) y de 3,5 (externas e internas, requiriendo en este caso modificaciones). Inesperadamente las casas de soft comienzan a sacar juegos para PCW, demostrando que la ampliación GSX (en la que se basa el GEM de los PC/Atari ST) no vale solo para charts y diagramas. La interfaz RS-232/paralelo permite la conexión de otras impresoras (algunos programas comienzan a dar soporte a Laser HP) y se empiezan a ver por las BBS usuarios de PCW. Finalmente aparecen unidades de Disco Duro de 20 a 40 Megas.
En Alemania Schneider los distribuye bajo los nombres de Joyce y Joyce Plus. Cuando se rompe el acuerdo entre Amstrad y Schneider, Amstrad prosigue con la venta en Alemania. Los modelos alemanes debido a sus normas, presentan en lugar del conector de cinta de la impresora un cable y toma DB25 (lo que a muchos induce a error) y en lugar del conector de borde de tarjeta un conector de 50 pines, como puede verse en las imágenes de ambas placas base. Esto causa que los equipos alemanes necesiten de un adaptador para poder utilizar las ampliaciones. Además la fuente interna de alimentación se blinda, encerrándola en un cubo metálico con parte del blindaje soldado a la placa de Alimentación/Monitor y el conjunto de placas y tubo se recubre con un blindaje adicional, para evitar el conocido fallo (hoy prestación) de que el contenido de la pantalla del PCW se reproduzca en algunos canales de TV. 
En Estados Unidos hace una breve incursión junto a los Amstrad 1640 y Amstrad PPC640, pero son rápidamente barridos del mercado por la potente venta por catálogo (se ven varios anuncios de liquidación de equipos). Las placas USA, al igual que las alemanas tienen diferencias con el resto de europeas. Las americanas tiene una fuente de 125 V, osciladores acordes con los 60 Hz, y blindaje acorde con las normas federales.
En España la tradicional escasez de periféricos hace muy costoso el uso de otras impresoras, por lo que al abaratarse el mercado del PC van decayendo. Dejan de verse por las oficinas con el relevo de las 9 agujas por las chorro de tinta. Durante un tiempo se genera un mercado de conversión de ficheros PCW->PC. 
Se realizan varias transformaciones, siendo el Odessa el más conocido (reempacado de un PCW en una caja tipo portable), y un intento de hacer un PCW con la pantalla invertida para ser usado en un coche la más ambiciosa (hay imágenes de prototipos, pero no llega a comercializarse).

## Detalles Técnicos
- CPU Zilog Z80A a 4 MHz
- ROM No tiene una ROM de arranque, pero tras un reset el controlador de impresora es seleccionado por el hardware para suministrar el programa inicial de arranque. Este modo es terminado por un comando de I/O.
- RAM 256 KiB ampliables a 512 KiB (ya montadas en el PCW8512/Joyce Plus)
- Carcasa Monitor de fósforo verde que incorpora en el frontal derecho 2 bahías de 3 pulgadas en vertical; tras ellas se encuentra la placa madre. Fuente de alimentación en el monitor. Peana no ajustable. Teclado separado. Impresora NLQ de 80 columnas y 9 agujas estrecha, con posibilidad de enganchar el teclado dando el aspecto de máquina de escribir.
- Teclado QWERTY/AZERTY/QWERTZ de 82 teclas de plástico. Aunque forman un único bloque rectangular, pueden diferenciarse 3 bloques: 
  - 62 teclas de la zona alfanumérica. Además de las ESC (rotulada STOP), CAPS LOCK, SHIFT, ENTER, TAB, están presentes [+] y [-] (una a cada lado de la espaciadora), ALT (CTRL ?), EXTRA, PTR, EXIT y dos DEL-> y <-DEL
  - 4 teclas de función F1/F2, F3/F4, F5/F6 y F7/F8 y una tecla CAN
  - 15 teclas de keypad/cursor CUT, COPY, PASTE, 10 numéricas,. y ENTER (pero del mismo tamaño que el resto)

Todas esas teclas extra son utilizadas por el procesador de textos LocoScript
- Pantalla Resolución de 720x256 píxeles con texto en 90 x 32. La pantalla se mapea en líneas en cualquier lugar de los 128 KiB iniciales, almacenando la referencia en 512 bytes llamados roller-RAM.
- Sonido Altavoz interno
- Soporte Unidad de disquete interna de 3 pulgadas y simple cara (160 KiB), con segunda unidad de 3 pulgadas de doble cara y 80 pistas con 720 KiB (montada de serie en los PCW 8512). Mediante kits de terceros, se utiliza como segunda unidad interna una de 3,5 y doble densidad, o se le dota de conector para unidades externas de Doble Densidad.
- Sistema operativo CP/M 3.1
- Entrada/Salida :
  - Conector del teclado en el lateral derecho
  - Conector de la impresora: toma de cable de cinta, solo conectable a ese modelo de impresora, por estar toda la lógica de la impresora incluida en placa madre. En los Joyce, conector DB-25 con idéntica funcionalidad
  - Bus del sistema, para conectar periféricos, en conector de borde de tarjeta. En los Joyce, conector tipo Centronics 50

## Ampliaciones
- Ratón AMX, con bus trasero (para encadenar periféricos)
- Tableta Gráfica GrafPad II
- Lápiz Óptico Electric light studio, con bus trasero
- Scanner de mano MicroDesign ProScan, utilizable con los paquetes DTP MicroDesign II y III, con bus trasero
- Locolink Se conecta al bus del PCW y al puerto paralelo del PC, y mediante el soft incluido, el PCW pasa a ser la unidad Z: del PC, pudiendo leer/escribir directamente ficheros en ella
- Interfaz RS232/Paralelo de varios fabricantes (uno de ellos la española MHT Ingenieros), con y sin bus trasero, incluso un modelo solo paralelo (pero con soporte de impresoras de inyección). Permiten la conexión de otras impresoras, módems...
- SCA Rampack ampliación externa de memoria con bus trasero
- Teclado Teqniche con formato AT 102, utilizable por toda la gama.
- Alimentador de hojas para 1 Hoja (mantiene el alineamiento)
- Filtro de pantalla
- MasterScan Scanner que se fija en la cabeza de impresora y al bus de expansión. Permite solo escanear a la resolución de la pantalla del PCW mediante un soft que va haciendo avanzar la hoja. No tiene bus trasero.
- Intergem drive-interface se fija en lugar de la tapa de la segunda bahía. Permite alimentar 2 unidades externas y conectarlas por cinta Shugart.
- Sprinter card : ampliación interna de memoria de 512 KiB + acelerador Z80 a 8 MHz y dos unidades externas de 5,25 y 3,5, conmutables en caliente mediante un switch en la trasera de la de 3,5
- Ampliación a 512 KiB (8 chips) para los PCW8256.
- Kit de limpieza de cabezales con alcohol isopropílico y un disco especial con papel de limpieza

## Fuente
- El Museo de los 8 Bits